# Corrigia obscura
Corrigia obscura är en plattmaskart. Corrigia obscura ingår i släktet Corrigia och familjen Dicrocoeliidae. Inga underarter finns listade i Catalogue of Life.